# Франсуа Ле Ліонне
Франсуа Ле Ліонне (фр. François Le Lionnais ; 1901—1984) — французький інженер-хімік та письменник, один із засновників літературного руху УЛІПО.

## Біографія
Франсуа Ле Ліонне народився Парижі 3 жовтня 1901 року. Після закінчення середньої школи в Мо навчався в Страсбурзькому університеті, де здобув ступінь бакалавра та диплом у галузі хімічного машинобудування. В університеті відвідував шаховий клуб. Здобувши освіту інженера-хіміка, в 1928—1929 рр. керував промисловою фірмою Forges d'Aquiny. В 1932 році він придбав журнал Cahiers de l'échiquier français, після чого зайнявся його редагуванням, поки в 1939-му журнал не припинив свою діяльність.
Під час Другої світової війни Ле Ліонне активно діяв у французькій групі опору «Національний фронт» (Front National). У жовтні 1944-го року він був заарештований, зазнав тортур гестапо і провів шість місяців (з листопада 1944 по квітень 1945 року) як ув'язнений у концентраційному таборі Дора-Міттельбау, де як фахівець був залучений до виробництва ракет Фау-2 .
Після Другої світової війни Ле Ліонне був призначений директором загальних досліджень у Вищій військовій школі (нині це частина Військової Школи в Парижі). У 1950-му році він став головою-засновником Відділу природничо-наукової освіти при ЮНЕСКО.
26 червня 1950 року разом із французьким фізиком Луї Де Бройлем та його близьким другом Жаком Берж'є він заснував Асоціацію французьких письменників-науковців, яка спочатку фінансувалася ЮНЕСКО. Ле Ліонне став першим президентом асоціації.
У 1952 році, знову у співпраці з Жаком Бержьє, Ле Ліонне сприяв заснуванню ЮНЕСКО Премії Калинга за визначні досягнення у популяризації науки. Першим лауреатом премії став Луї Де Бройль. У наступне десятиліття Ле Ліонне приєднався до консультативного комітету з наукової термінології при Французькій академії наук, виконував функції наукового консультанта Комісії з реставрації творів мистецтва у національних музеях Франції, працював технічним експертом в Індійській раді з наукових досліджень. Він створив та вів науково-популярну програму «La Science en Marche» на радіостанції France Culture.
Ле Ліонне брав активну участь в експериментальних та художніх рухах. В 1960 році він спільно з письменником Ремоном Кено заснував УЛІПО (OULIPO), об'єднання письменників і математиків, та протягом двох десятиліть був активним учасником цього об'єднання. За прикладом УЛІПО згодом він створив низку аналогічних організацій, зокрема OULIPOPO (детективна белетристика), OUMUPO (музика), OUPEINPO (живопис), OUCINÉPO (кіно) та OUCUIPO (кулінарія).
Франсуа Ле Ліонне є автором багатьох книг, а також нарисів та журнальних колонок. Вони присвячені науці, математиці та її історії, експериментальній літературі, живопису та шахам.
Мав приватну бібліотеку на 30 000 томів, з яких близько 3 000 томів були присвячені шахам.
Помер Ле Ліонне 13 березня 1984 року в містечку Булонь-Біянкур, у західному передмісті Парижа.

## Доробок
Радіопрограми
- La Science en marche, Les Yeux Ouverts:
  - 1. La Prévision du temps (з Ж. Безсемуленом, Р. Клаусом, І. Фасі та A. Віо). — 1962.
  - 2. L'Éclairagisme: lumière et couleur (з мадам Жонкієр, Морісом Дерібере, Й. Ле Граном та Ж. Мезонневом). — 1962.

Про науку
- Cinquante années de découvertes, bilan 1900—1950 (збори). — Seuil, 1950.

Про математику
- Les Números remarquables (з Ерманом Жаном Бретом). — 1983.
- Les Grands Courants de la pensée mathématique . — Cahiers du Sud, 1948.
- Dictionnaire des Mathématiques, PUF (з A. Був'є та M. Жоржем). — 1979.
- Переклад (з Франсін Бері (псевдонім Франсін Блох)) Les Mathématiques et l'Imagination Едварда Казнера та Джеймса Ньюмана. — Paris: Payot, 1950.

Про літературу
- LiPo (1 er Manifeste de l'OuLiPo) . — Gallimard, 1963 .
- 2 e Manifeste de l'Oulipo . — Gallimard, 1973 .
- 3 e Manifeste de l'Oulipo . — La Bibliothèque Oulipienne № 30.
- Un Certain Disparate (інтерв'ю та витримки). — La Bibliothèque Oulipienne № 85 (повний текст опублікований УЛІПО в 2011[13]).
- Lewis Carroll précurseur de l'OU. LI. PO . — Вид. Анрі Вейрієр, 1978 .
- Les Habits Noirs, une épopée méconnue (згодом і хронологія для однойменного твору Поля Феваля). — Paris: Marabout Géant. — V. 7, issue 7, «La bande Cadet». — Pp. 419—441.

Про живопис
- Magnelli . — Galerie de France, 1960 .
- La Peinture à Dora . — L'Échoppe, 1999 .

Про шахи
- L'Ouverture française 1 é4-é6 . — Éditions des Cahiers de l'Échiquier Français, 1935 .
- Le Jardin des échecs . — Éditions des Cahiers de l'Échiquier Français, 1936 .
- Les Prix de beauté aux échecs . — Payot, 1939 ; 2-ге вид. 1951 ; 3-тє вид. 2002.
- Le Jeu d'échecs, " Que Sais-je ". — PUF, 1957 ; 2-ге вид. 1974.
- Dictionnaire des échecs (з Ернстом Пейджет). — PUF, 1967 ; 2-ге вид. 1974.
- Tempêtes sur l'échiquier . — Pour la science, 1981 .
- Marcel Duchamp joueur d'échecs . — L'Échoppe, 1997 .

Різне
- Le Temps . — Вид. Роберт Дельпір, 1959.